# Ribesaltes
Ribesaltes ([riβə'zaltəs], en francès Rivesaltes) és un municipi de 8.422 habitants de la comarca del Rosselló, a la Catalunya Nord. L'origen del nom de la vila és de caràcter descriptiu, d'origen llatí tardà o romànic primitiu, a partir de la forma llatina ripas altas, amb el mateix significat actual. Es refereix, sens dubte, al lloc on es va formar la vila, o el riu deixa a la seva dreta un marge d'una certa alçada, que fou aprofitat per a bastir-hi la vila.

## Etimologia
De ribes + altes, per tal com la població originària se situava més avall amb relació a les ribes del riu, però les riuades obligaren a canviar de lloc el vilatge.

## Geografia

Situació de la comuna de Ribesaltes en el Rosselló

### Localització i característiques generals del terme
La comuna de Ribesaltes, de 287.600 hectàrees d'extensió està situada al nord de la plana del Rosselló, a l'extrem oest de la Salanca, en contacte amb les Corberes, que queden al nord-oest, i a prop del Riberal de la Tet, que queda al sud-oest.
És a banda i banda de l'Aglí, que travessa el terme de ponent a llevant, formant amplis meandres, engorjats en alguns punts. A més, els antics meandres del riu formen una terrassa baixa molt apta per a l'agricultura. D'altres terrasses planes formen el terme: al sud hi ha una terrassa del quaternari recent, regada pel Rec de Ribesaltes i, després d'un talús, una altra més alta, on hi ha el vinyer; al nord del riu, una terrassa del quaternari mitjà baixa de forma regular cap a la Salanca i l'Estany de Salses.
En aquesta terrassa hi ha el Camp de Ribesaltes, o Camp Militar Mariscal Joffre i l'Espai Empresa Mediterrani, o Zona Industrial Nord-Rosselló, que ha començat a créixer a l'extrem oriental del camp militar i és a cavall dels termes de Ribesaltes i Salses. En aquesta mateixa zona s'ha construït el Memorial de Ribesaltes. També hi ha una extensa zona comercial a llevant, al Mas de la Garriga, en part compartida amb Pià. La vila de Ribesaltes és a la dreta del riu. En el terme de Ribesaltes hi ha una bona part de l'Aeroport de Perpinyà-Ribesaltes, situat a la mateix terrassa que la vila i al seu sud-oest, al límit del terme de Ribesaltes amb els de Paretstortes i Sant Esteve del Monestir. També es troba a prop d'aquests llocs l'Àrea de Ribesaltes de l'autopista La Catalana, que travessa el terme de nord a sud a prop del seu límit est, i la seva àrea de Peatge de Perpinyà Nord.
Termes municipals limítrofs:
| Espirà de l'Aglí | Salses   |        |
|                  |          | Clairà |
| Paretstortes     | Perpinyà | Pià    |

### La vila de Ribesaltes

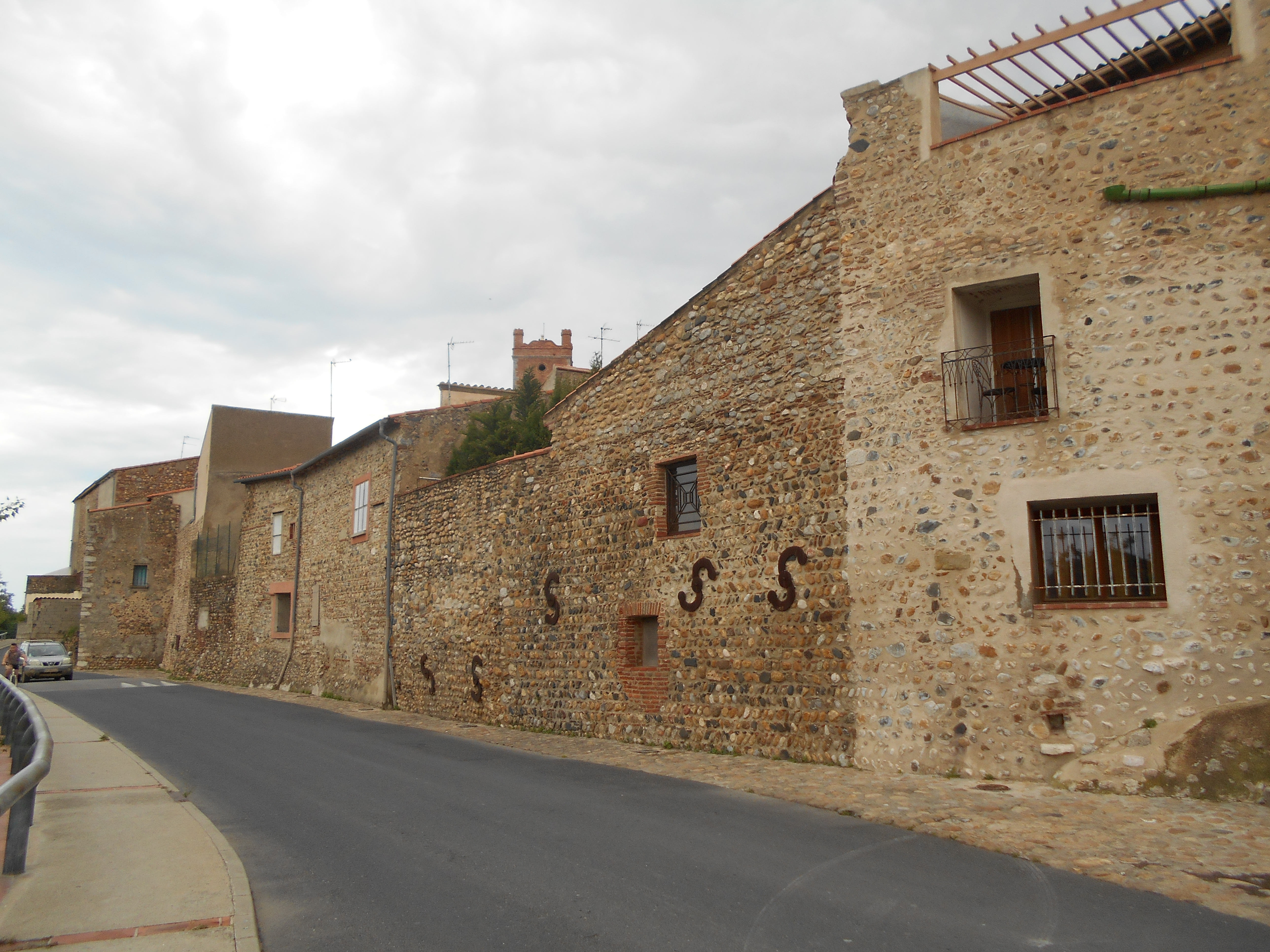
Tram de muralles al nord

La vila de Ribesaltes es formà a la dreta de l'Aglí, just a llevant -també a la dreta- del lloc on el torrent de la Llobera desemboca en el riu. El 1172 es formà la vila a l'entorn de l'església de Santa Maria, a partir d'aleshores convertida en la parroquial de Sant Andreu. Aquesta vila medieval fou de seguida murallada; encara avui dia es conserven restes d'aquesta muralla. Tenia almenys set torres (Torre de l'Abisme, Torre de la Ciutat, Torre de l'Aglí, Torre de la Nina, Torre del Rellotge, o de la Plaça Vella, Torre Jalabert i Torre d'en Mailly), almenys dos portals conservats (el Porxo de la Plaça Vella i el Porxo del Vall d'en Mailly) i el seu fossar és avui dia quasi del tot reomplert (el Vall d'en Mailly), i hi passen els carrers perifèrics del recinte medieval. A una certa distància a llevant, al cementiri de la vila, es conserva la primigènia església de Sant Andreu, romànica. Dins del nucli urbà hi ha també la capella privada del Maria Immaculada del convent de les Germanes Missioneres del Cor Immaculat de Maria.

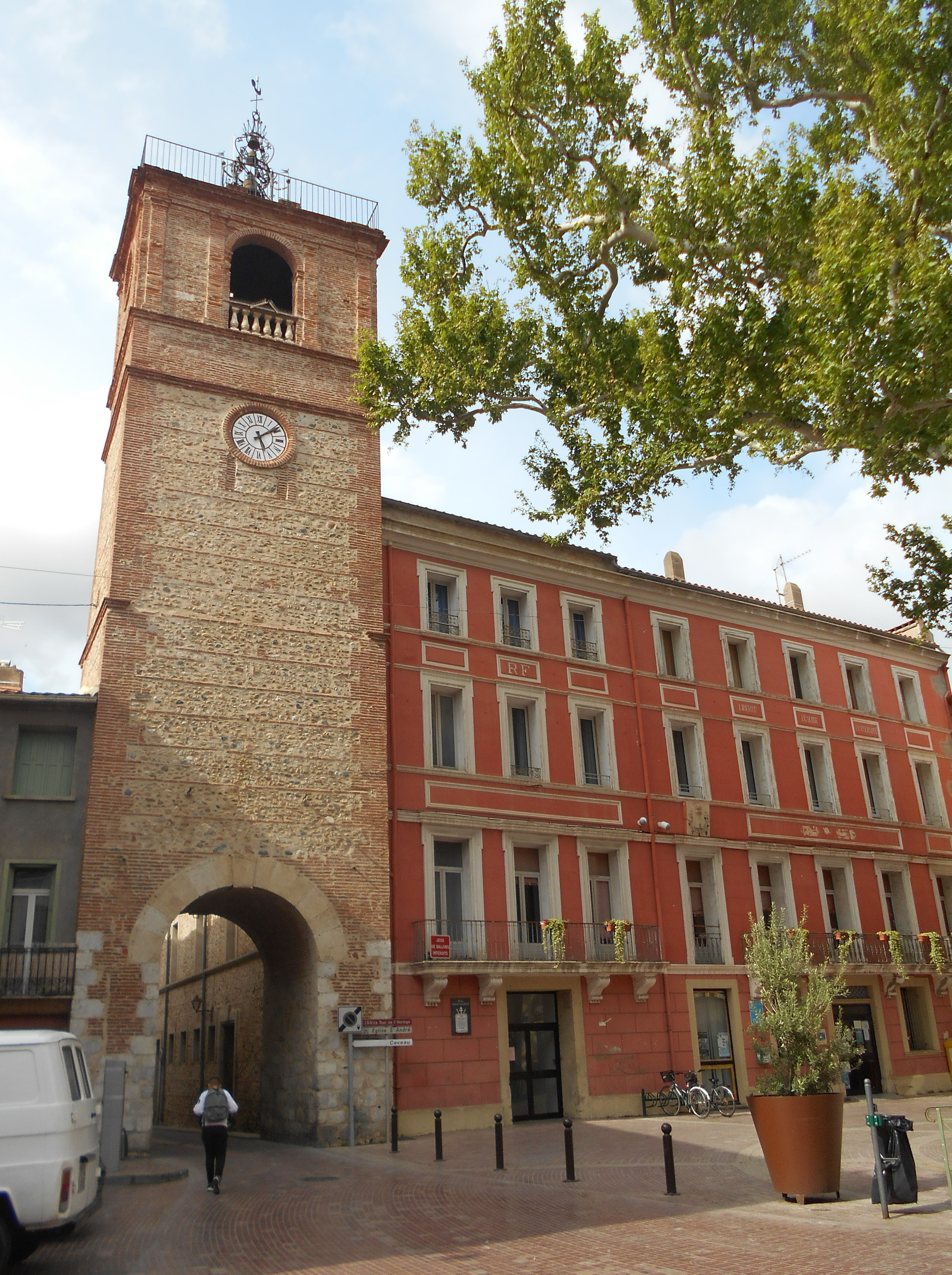
Porta de la Plaça Vella, o Porta i Torre del Rellotge

Aquesta vila primigènia es començà a expandir a través dels primers barris, entre els quals l'anomenat, precisament, el Barri, a més dels de les Eres i la Guingueta. Aquesta expansió ha anat englobant construccions abans aïllades, com el Cementiri Nou i el Cementiri Vell, segon i tercer cementiris de la vila, desaparegut el parroquial del costat de l'església, la Gara, al nord-oest del nucli, el Liceu Agrícola, veí de la Gara, el Pou de Glaç, i alguns ponts, com el Pont de l'Aglí, el de Peracalç, Sant Jaume o Pont Trencat (ara ja del tot desaparegut), el Pont Moll i el Pont Vell, o Pont Romà, també desaparegut. En els entorns de la vila hi ha la Zona Artesanal, a més dels espais de serveis de diverses menes esmentats a continuació.

### Camp de Ribesaltes

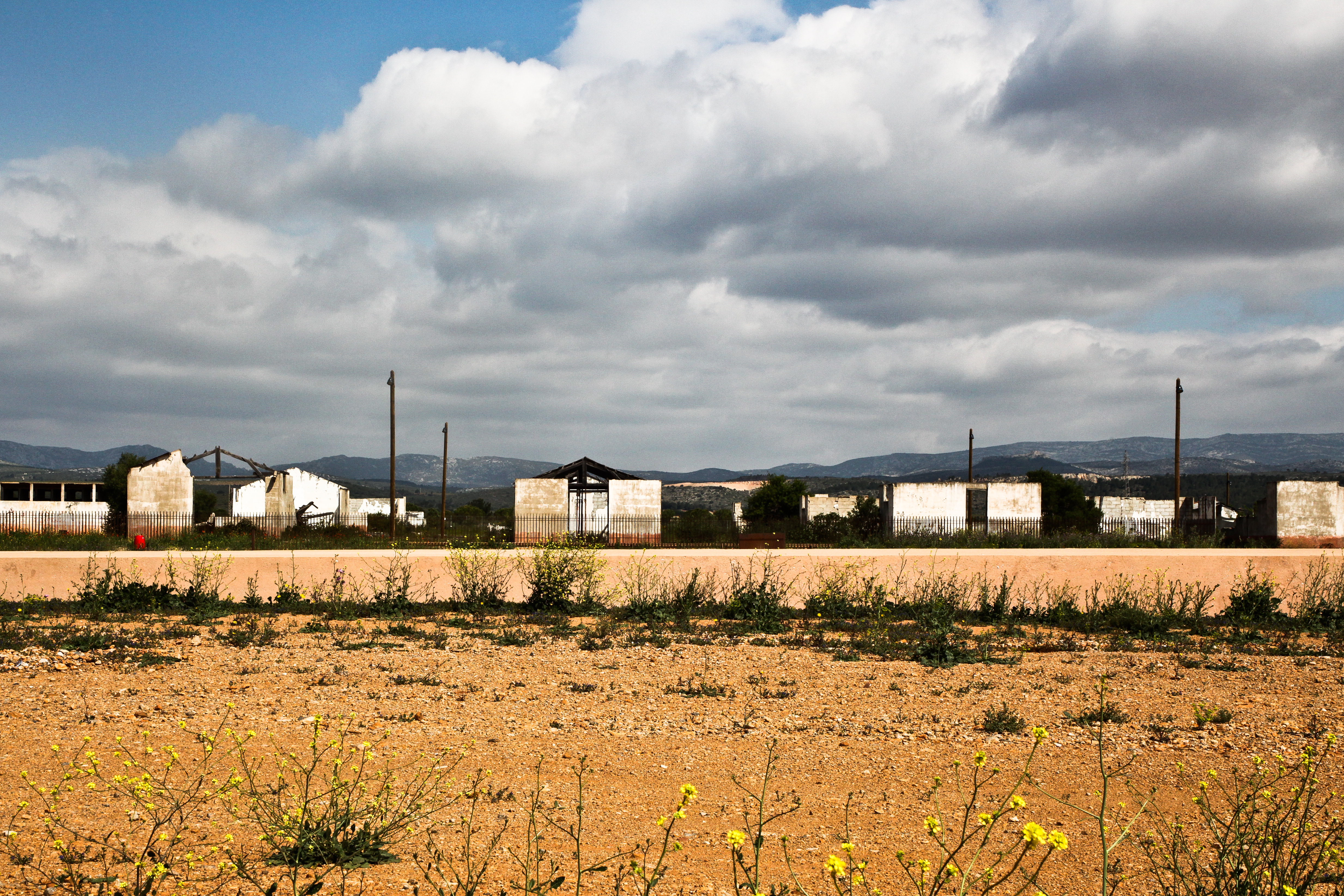
El Camp de Ribesaltes

El Camp de Ribesaltes, oficialment Camp Mariscal Joffre és un extens campament militar creat el 1935. La major part del camp és dins del terme comunal de Ribesaltes, però el seu extrem nord-est penetra dins del de Salses. Al sector nord-oriental d'aquest camp hi havia un camp de refugiats per tal d'acollir refugiats de guerres veïnes, principalment la Guerra Civil espanyola, del 1936 al 1939. Des del 2015 una part de l'antic camp acull el Memorial del Camp de Ribesaltes que inclou les restes enrunades dels barracons i un edifici semisoterrat obra de l'arquitecte Rudy Ricciotti.

### El Mas de la Garriga
A l'esquerra de l'Aglí i a l'extrem de llevant del terme de Ribesaltes, en un lloc ara convertit en zona industrial i comercial (Centre Comercial del Mas de la Garriga) i nus d'autopistes i carreteres departamentals, es troba el Mas de la Garriga, que fou monestir benedictí. S'hi conserva l'església del monestir, Santa Maria de la Garriga.

### Sant Martí de Turà
La capella de Sant Martí de Turà està situada a prop i al nord-est de la població de Ribesaltes, a l'esquerra de l'Aglí. En el lloc han estat trobades restes altmedievals, per la qual cosa es tracta d'un dels llocs del terme de Ribesaltes amb població antiga.

### Restes arqueològiques
En el terme de Ribesaltes hi ha diversos indrets amb restes arqueològiques. Hi destaquen les Parets d'en Borró, ruïnes d'època romana d'una envergadura considerable situades a llevant de la vila, a prop i al nord de Sant Martí de Turà. També n'hi ha a Torrellà, als Ponts Molls, al Mas de la Garriga i al Monar, algunes de les quals conserven també restes neolítiques.

### Els masos del terme
Ribesaltes conserva alguns dels seus masos i construccions aïllades, però el creixement del nucli urbà ha fet que n'hagin desaparegut uns quants, i que molts dels topònims abans en ús han caigut en desús i són ja en part desconeguts. Entre els conservats es troben el mas anomenat les Dues Clares, el Mas Basbastre, el Mas Barrera, el Mas Chauvet, el Mas de la Cremada, el Mas de la Garriga, on hi havia hagut en Priorat de Santa Maria de la Garriga, el Mas del Mariscal, el Mas del Reart, el Mas de Sant Martí, convertit en centre eqüestre, el Mas Morer, el Mas Ribes, el Mas Rombau, abans Mas Cabaner, el Molí del Sofre, el Molí Nou i la Teuleria d'en Jordi.
Entre els masos desapareguts, es conserven els noms, ja desconeguts per a la major part de ribesalters actuals, del Casot d'en Singlà, el Cortal d'en Noell, el Mas d'en Besombes, el Mas d'en Donat, o Joli-Donat, el Mas d'en Forquet, el Mas d'en Gratià, el Mas d'en Parès i el Molí, que és en ruïnes. Altres construccions aïllades dins del terme que cal esmentar són les dues caves, la Cava Cooperativa dels Vinyers de Ribesaltes, actualment situada a l'extrem nord-oest del nucli urbà, i la Cava de les Corberes, abans Byrrh, situada quasi a l'extrem nord-est del terme.
Finalment, com a construccions aïllades cal parlar de les ermites, capelles i esglésies, ja esmentades anteriorment, de Sant Andreu, al Cementiri Vell, Santa Maria de la Garriga i Sant Martí de Turà.

### Hidrografia
El principal curs d'aigua ribesalter és l'Aglí, que travessa de ponent a llevant el terme comunal, passant just pel nord del nucli de població. Per l'esquerra de l'Aglí hi aflueix, just al nord-oest del nucli de població, el Ròbol, mentre que per la dreta hi ha el Còrrec de l'Ase, el Còrrec de la Llobera, que delimita la vila pel costat de ponent, i pel de llevant, tot i que en bona part desaparegut, es troba el Còrrec de Sant Bernat. Per l'extrem sud del terme ddiscorre el Còrrec de la LLavanera, que dona el nom tradicional a l'aeroport, amb el seu afluent, el Llavaneró o Agulla Cabdal de Paretstortes. La Llavanera s'adreça cap a Pià i acaba desembocant directament a mar; en el curs del seu trajecte canvia diverses vegades de nom i fins i tot de caràcter, ja que en el tram final és una agulla de drenatge.
Pel fet de ser un terme comunal bàsicament pla, molts dels seus cursos d'aigua són canals de drenatge, d'irrigació, o de totes dues coses alhora. D'irrigació existeixen l'Agulla del Clot d'en Canté, l'Agulla del Forat, l'Agulla del Mas Gafard, l'Agulla de l'Ull d'en Català, l'Agulla Grossa de la Ramoneda, la Branca del Camí Vell, el Rec de Clairà, el Rec del Molí, el Rec de Ribesaltes, la Resclosa del Rec de Clairà, l'Ull de l'Agulla del Forat, l'Ull de la Ramoneda i l'Ull d'en Català. De drenatge hi ha la Descàrrega del Rec de Ribesaltes, l'Eixau del Rec del Molí, mentre que l'Agulla Cabdal és alhora de drenatge i d'irrigació.
Relacionats amb els cursos d'aigua cal esmentar el desaparegut Gorg de la Torre i els guals del Pas de la Gravière, el Pas del Còrrec de l'Ase, el Pas del Ròbol i dos guals anomenats tots dos senzillament Passallís.

### Orografia
En tractar-se d'un terme tan pla, hi ha pocs topònims que indiquin relleu: comes: Coma Llobal, les Escomes; plans: el Pla Gros i el Pla Petit; serres i serrats: el Serrat de les Guilles i el Serrat de les Sedes.

### El terme comunal
El creixement urbà de Ribesaltes ha fet desaparèixer bastants dels seus topònims dedicats a indrets específics o partides cadastrals. Tanmateix, encara es conserven els Arenals, la Boadella, el Camí del Jaç, el Camí del Mas del Molló, el Camí de Perpinyà, el Camí de Pià, el Camí de Salses, el Camí de Salses i Garrius, el Camí d'Espirà, el Camí de Torrelles, el Camí de Torremilà, el Camí de Vespella, el Camí de Vingrau, dues amb el nom de Camí d'Òpol i el Camí Vell de Vingrau (tots aquests designen les partides dels entorns d'aquests camins), el Camp de Ribesaltes, o Mariscal Joffre, el Cargol, el Casot d'en Singlà, els Censals, la Clava, dues partides diferents amb el nom de les Colomines, la Cremada, Dejús Sant Andreu, els Farratjals, les Franqueses, la Gravière, la Guardiola, el Jaç d'Amunt, el Jaç, la Llobera, el Mas de la Garriga, el Mas del Reart, el Mas Morer, la Merlessa, el Molí Nou, el Monar, el Paniçó, les Parets d'en Borrut, la Pedra d'en Palau, abans les Parets d'en Palau, la Pista de la Llavanera, els Ponts Molls, el Pou de la Carretera, els Prats, la Ramoneda, el Ròbol, el Romanissar, Rombau, el Salt de la Civada, les Sedes, la Siureda, les Solades, Sant Martí, o Sant Martí de Turà, la Teuleria, la Travessa d'Òpol, o la Guardiola Nord, i l'Ull de la Ramoneda.

## Transports i comunicacions

### Carreteres
El terme comunal de Ribesaltes és un important nus de comunicacions tant en carreteres, com en ferrocarril i servei d'autobusos. El travessen carreteres departamentals, diverses amb traçat d'autovia, i una autopista, la Catalana, l'A - 9, que té a Ribesaltes una àrea de serveis i l'accés i peatge de Perpinyà Nord.
D'una banda, la carretera D - 5 (Límit del departament, a Òpol i Perellós - Sant Esteve del Monestir), que travessa el terme de Ribesaltes procedent d'Òpol des del nord del terme, i en marxa per l'extrem sud-oest del terme en direcció a Paretstortes. Per aquesta carretera Ribesaltes enllaça cap al sud-oest amb Paretstortes en 2,4 quilòmetres i amb Sant Esteve del Monestir en 7. Cap al nord, no passa directament per cap més nucli de població que el d'Òpol, que és a 10,5 quilòmetres.
La D - 5d, variant de l'anterior (Ribesaltes - Espirà de l'Aglí), uneix directament aquestes dues poblacions en un recorregut de 3,5 quilòmetres.
La D - 5g, també variant de l'anterior (D - 5 /D - 5f, a Paretstortes - D - 1 / D - 117, a Perpinyà), uneix la D - 5 amb la D - 1 i la D - 117 passant pel costat occidental de l'aeroport. Durant una part del seu recorregut fa de termenal entre Paretstortes i Ribesaltes.
La D - 12 (D - 900, a Ribesaltes - D - 9, a Vingrau) és una carretera que, sense passar per cap nucli de població, enllaça la D - 900 i l'A - 9 amb Ribesaltes i Vingrau, mitjançant altres carreteres amb les quals té cruïlles, i a través d'aquests poblacions, amb el Riberal de la Tet i les Corberes.
La D - 12a (D - 12b, a Ribesaltes - D - 614, a Ribesaltes) és una variant de la D - 12 que travessa en diagonal del sud-est al centre la vila de Ribesaltes.
La D -12b (D - 900 / D -12, a Pià - D - 614, a Ribesaltes) és una altra variant de la D - 12 que marca un recorregut pel sud del nucli urbà de Ribesaltes.
La D -83 (D - 900, a Ribesaltes - Límit del departament al Barcarés) és continuïtat cap a llevant de la D - 12, i té només un breu tram de traçat dins del terme ribesalter. En sortir-ne, cap a llevant, passa en format d'autovia pels termes de Clairà, Sant Hipòlit de la Salanca, Sant Llorenç de la Salanca i el Barcarès, per enllaçar amb la carretera D - 627 del veí departament de l'Aude.
La D - 117 (Límit dels Països Catalans, a Talteüll - Perpinyà), que fa de termenal entre Ribesaltes i Paretstortes, no passa per l'interior del poble. Serveix d'enllaç cap a Perpinyà i cap a Paretstortes, per tant, amb la resta de poblacions del departament.
La D - 614 (D - 900, a Pià - D - 612, a Millars), entra en el terme de Ribesaltes procedent de la D - 900, a Perpinyà, i se'n va cap a ponent en direcció a Paretstortes (3,1 quilòmetres), Baixàs (6,6), Pesillà de la Ribera (12,4), Cornellà de la Ribera (16,1) i Millars (20,1).
Finalment, la D - 900 (l'antiga RN-9), (Límit dels Països Catalans, a Salses al Portús, que segueix un traçat alternatiu per tal d'evitar el pas per l'interior de la vila de Ribesaltes: discorre a llevant de l'A - 9, i té dos enllaços amb Ribesaltes, un d'ells, el meridional, dins del terme de Pià.

### Transport públic col·lectiu
Ribesaltes està inclòs en les línies 7, 12, 21, 25 i 31, una d'elles de caràcter especial. La línia 7 de fet no serveix la vila de Ribesaltes, ja que enllaça Paretstortes amb Cabestany passant per l'Aeroport de la Llavanera i Perpinyà. Té un servei cada mitja hora, i el traçat complet dura 1 hora i quart.
La línia 12 uneix Vingrau amb Perpinyà tot passat per Talteüll, Estagell, Cases de Pena, Paretstortes, l'Aeroport de la LLavanera i Perpinyà amb un servei cada dues hores i un trajecte de quasi una. Tampoc no passa pel nucli de Ribesaltes.
La línia 21 duu des de Perpinyà a la zona comercial del CAP Rosselló, a Ribesaltes, passa pel aquesta vila i torna a Perpinyà passant per l'Aeroport de al Llavanera. Passa cada hora i mitja en el recorregut sencer, que fa en 1 hora i tres quarts, però té una variant escurçada de llançadora entre Ribesaltes i la zona comercial, que inverteix 22 minuts en el recorregut.
La línia 25 enllaça Òpol amb Ribesaltes en 21 minuts.
La línia 31 és una línia especial que enllaça l'Espai Empresa Mediterrani amb Perpinyà.

### Ferrocarril
Ribesaltes té una estació de ferrocarril on conflueixen dues línies. D'una banda, la línia Narbona - Portbou i de l'altra, el Tren del País Càtar i de la Fenolleda, o Línia Carcassona - Ribesaltes. Amb la primera enllaça cap al nord amb tota França i, de retruc, amb Europa, i cap al nord amb la Catalunya del Sud, l'estat espanyol i, a través seu, amb Portugal. En el cas de la segona línia, es tracta essencialment d'un tren turístic.

### Aeroport de la Llavanera
L'Aeroport de la Llavanera, o de Perpinyà-Ribesaltes, és un aeroport civil de la xarxa d'aeroports francesa que s'estén pels termes comunals de Paretstortes, Perpinyà i Ribesaltes. La major part de les pistes són en els termes de Paretstortes i Ribesaltes, mentre que els edificis de serveis, embarcament, aparcaments, etc, són dins del terme de Perpinyà, en el seu extrem nord.

### Els camins del terme
Solquen el terme comunal de Ribesaltes un munt de camins, principalment de dues menes: els que duen a indrets de l'interior del mateix terme, i els que uneixen Ribesaltes amb els pobles veïns. Entre els primers es troben el Camí de la Clava, el de la Colomina, el de la Gandola, el de la Guardiola, el de la Merlesse (nom antic), el de la Mollera a la Cremada, el de les Colomines, el de les Parets d'en Borrut, el de les Solades (ja desaparegut), el del Jaç, el del Jaç d'Amunt, el del Lluert, el del Mas de la Garriga (en part desaparegut), el del Mas d'en Fages (també desaparegut), el del Molí del Sofre, el del Monar, el dels Ametllers, el dels Farratjals, el dels Ponts Molls, el dels Prats, el del Tonkin, el de Sant Martí, la Carretera d'en Carbonell i la Ruta Nova dels Camions d'Onyà.
Entre els que menen als termes veïns hi ha el Camí de Clairà, el Camí de Ferro (la via del tren), el Camí de Ferro de Baixàs i Ribesaltes a Pià, el Camí de Ferro de Sant Pau, el Camí de Garrius, el de la Bromeria, o Travessa de Ribesaltes a Pià, el del Casot d'en Noguet, abans d'Espirà a la Salanca, el de Perpinyà, el de Paretstortes a Perpinyà, el de Pià, o Camí Vell de Pià, el de Salses, el de Salses a Espirà, el de Sant Bernat, abans de Perpinyà, el de Sant Sadurní, o de la Salanca, el de Torremilà, abans Camí del Jaç, el de Vespella, el de Vingrau, o Ruta de Vingrau, o de Tuissan, abans del Mas Molló, el de Camí o Ruta d'Òpol, el Camí Ral, o Vell de Perpinyà a Salses, el Camí Vell d'Espirà a Perpinyà, el Camí Vell d'Espirà a Paretstortes, el Camí Vell de Perpinyà a Salses, el Camí Vell de Vingrau, o del Mas Amorós, la Catalana (autopista), la Ruta del Barcarès, o del Mas de la Garriga, la Ruta de Perpinyà a Narbona, la Ruta de Paretstortes, la Ruta de Perpinyà, o Camí de Torrelles, la Ruta de d'Espirà, la Ruta de Perpinyà a Estagell i la Travessa d'Òpol.

## Activitats econòmiques
Encara que cada dia menys, a causa de l'augment de la població i del desenvolupament de la indústria i del comerç, la base principal continua essent l'agricultura. La major part del terme és plantada de vinyes, la major part de les quals destinades a vins de denominació d'origen, tant Ribesaltes com Moscat de Ribesaltes, reconeguts arreu d'ençà del seu esment a l'obra Cyrano de Bergerac, d'Edmon Rostand. A part del conreu de la vinya, hi ha més de 250 hectàrees destinades a arbres fruiters, una part dels quals en associació amb la vinya. S'hi cullen principalment albercocs, però també préssecs i peres. En tercer lloc es troben les hortalisses, conreades a les zones més baixes i regades pels recs que hi discorren. Carxofes, espàrrecs, pastanagues, enciam, escaroles, julivert i tomàquets són les principals produccions.

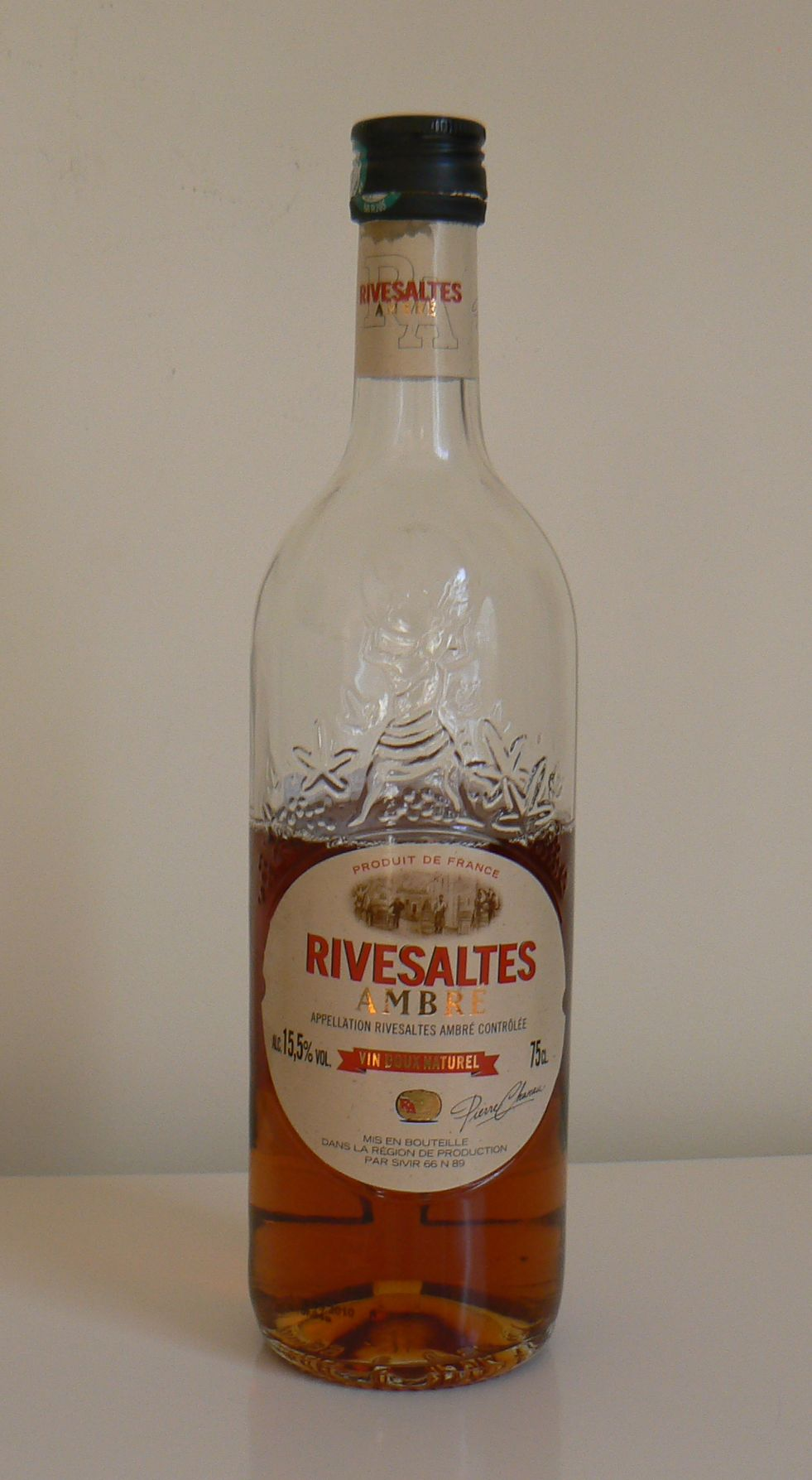
Vi "ambré" de Ribesaltes

En els darrers 40 anys s'ha desenvolupat molt els sectors industrial i de serveis. Hi ha un gran celler, el Celler de les Corberes, amb diverses empreses de tota mena de producció, la majoria de les quals estan instal·lades al nord-est del terme, a la Zona Industrial Nord-Rosselló. També hi ha activitat d'extracció de sorra i grava de l'Aglí, a ponent del terme, ran del d'Espirà de l'Aglí.

### Vins de Ribesaltes
Ribesaltes dona nom a dues denominacions d'origen (en francès Apellation d'Origine Contrôlée AOC) de vins dolços naturals, encara que l'àrea de producció comprèn 86 comunes del Rosselló, Vallespir, Fenolleda i l'Aude: AOC Rivesaltes i Moscat de Ribesaltes.
Pràcticament la meitat dels vins dolços naturals de França es produeixen en l'àrea de la denominació de Ribesaltes; és més: el terme Ribesaltes ha esdevingut el genèric per a designar el concepte de vi dolç. Predominen els vins muts negres a base principalment de garnatxa, vinificats de forma tradicional resultant amb un gust de vi ranci a causa d'una lleugera oxidació. En els blancs predomina el moscatell, o moscat, amb denominació diferenciada.
Els vins s'etiqueten en quatre tipus: Ambré, Tuilé, Grenat i Hors d'Age.

### Espai Empresa Mediterrani
L'Espai Empresa Mediterrani, abans Zona Industrial Nord-Rosselló és una zona industrial nascuda a llevant del Camp de Ribesaltes, o Mariscal Joffre, en terres que havien estat de possessió militar, però actualment són massa a prop de l'autopista i les carreteres generals i, per tant, ha perdut el seu valor estratègic. L'extrem nord-est d'aquesta zona industrial és dins del terme de Salses.

## Història

### Edat mitjana
L'esment documentat des de més antic que parla de Ribesalbes és de l'any 923, en una donació de la meitat d'un alou a l'abadia de Santa Maria de la Grassa, que incloïa les esglésies de Sant Andreu i de Santa Maria. Aquesta possessió no s'acabà fins a la fi de l'Antic Règim. El 1172 la població fou fortificada per ordre d'Alfons I de Barcelona, cosa que suposà que la població, fins aleshores dispersa, s'agrupà a l'entorn de l'església de Santa Maria, abandonant la de Sant Andreu, però la nova parròquia en canvià l'advocació, que passà a ser dedicada a Sant Andreu. Sota la senyoria de la Grassa, Ribesaltes gaudí d'un règim municipal molt avançat, per als temps medievals. El 1463 sofrí un setge i ocupació per part de les tropes de Lluís XI de França.

### Edat Moderna
La proximitat de la vila a la ciutat de Perpinyà suposà patiments, per a Ribesaltes, pel constant moviment de tropes al llarg dels segles XVII i XVIII, amb diversos atacs a la vila, principalment els anys 1639, per part dels exèrcits de Lluís XIII de França, i el 1793, saquejada pels espanyols. Aquesta darrera suposà la revolta de la població, que contribuí a la derrota dels saquejadors a la batalla de Paretstortes.

## Demografia

### Demografia antiga
La població està expressada en nombre de focs (f) o d'habitants (h)
| Evolució demogràfica de Ribesaltes entre 1365 i 1790 | Evolució demogràfica de Ribesaltes entre 1365 i 1790 | Evolució demogràfica de Ribesaltes entre 1365 i 1790 | Evolució demogràfica de Ribesaltes entre 1365 i 1790 | Evolució demogràfica de Ribesaltes entre 1365 i 1790 | Evolució demogràfica de Ribesaltes entre 1365 i 1790 | Evolució demogràfica de Ribesaltes entre 1365 i 1790 | Evolució demogràfica de Ribesaltes entre 1365 i 1790 | Evolució demogràfica de Ribesaltes entre 1365 i 1790 | Evolució demogràfica de Ribesaltes entre 1365 i 1790 | Evolució demogràfica de Ribesaltes entre 1365 i 1790 | Evolució demogràfica de Ribesaltes entre 1365 i 1790 | Evolució demogràfica de Ribesaltes entre 1365 i 1790 | Evolució demogràfica de Ribesaltes entre 1365 i 1790 | Evolució demogràfica de Ribesaltes entre 1365 i 1790 | Evolució demogràfica de Ribesaltes entre 1365 i 1790 |
| 1358                                                 | 1365                                                 | 1378                                                 | 1424                                                 | 1470                                                 | 1515                                                 | 1553                                                 | 1709                                                 | 1720                                                 | 1730                                                 | 1755                                                 | 1765                                                 | 1767                                                 | 1774                                                 | 1789                                                 | 1790                                                 |
| ---------------------------------------------------- | ---------------------------------------------------- | ---------------------------------------------------- | ---------------------------------------------------- | ---------------------------------------------------- | ---------------------------------------------------- | ---------------------------------------------------- | ---------------------------------------------------- | ---------------------------------------------------- | ---------------------------------------------------- | ---------------------------------------------------- | ---------------------------------------------------- | ---------------------------------------------------- | ---------------------------------------------------- | ---------------------------------------------------- | ---------------------------------------------------- |
| 142 f                                                | 136 f                                                | 96 f                                                 | 69 f                                                 | 70 f                                                 | 67 f                                                 | 40 f                                                 | 201 f                                                | 254 f                                                | 290 f                                                | 317 f                                                | 1.000 h                                              | 1.420 h                                              | 290 f                                                | 386 f                                                | 1.747 h                                              |

Font: Pélissier 1986

### Demografia contemporània
| Evolució de la població |       |       |       |       |       |       |       |       |
| 1793                    | 1800  | 1806  | 1821  | 1831  | 1836  | 1841  | 1846  | 1851  |
| 1.818                   | 2.011 | 2.530 | 2.873 | 3.208 | 3.400 | 3.446 | 3.737 | 3.839 |

| 1856  | 1861  | 1866  | 1872  | 1876  | 1881  | 1886  | 1891  | 1896  |
| ----- | ----- | ----- | ----- | ----- | ----- | ----- | ----- | ----- |
| 4.276 | 4.821 | 5.218 | 5.517 | 6.329 | 6.980 | 6.235 | 6.016 | 6.010 |

| 1901  | 1906  | 1911  | 1921  | 1926  | 1931  | 1936  | 1946  | 1954  |
| ----- | ----- | ----- | ----- | ----- | ----- | ----- | ----- | ----- |
| 5.788 | 5.607 | 5.714 | 5.214 | 5.103 | 5.068 | 5.009 | 5.469 | 5.860 |

| 1962  | 1968  | 1975  | 1982  | 1990  | 1999  | 2005  | 2008  | 2010  |
| ----- | ----- | ----- | ----- | ----- | ----- | ----- | ----- | ----- |
| 5.910 | 6.442 | 6.589 | 6.781 | 7.110 | 7.940 | 8.496 | 8.429 | 8.169 |

| 2013  | - | - | - | - | - | - | - | - |
| ----- | - | - | - | - | - | - | - | - |
| 8.422 | - | - | - | - | - | - | - | - |

Fonts: Ldh/EHESS/Cassini fins al 1999, després INSEE a partir deL 2004

### Evolució de la població

Població 1962-2008

## Administració i política

### Batlles:[14]
| Període                                        | Nom                     | Opció política | Comentaris                                       |
| ---------------------------------------------- | ----------------------- | -------------- | ------------------------------------------------ |
| 1792 - 1794                                    | Pierre Besombes         |                |                                                  |
| 1794 - 1796                                    | Joseph Parès            |                |                                                  |
| 1796 - 1799                                    | Joseph Joffre-Joly      |                |                                                  |
| 1799 - 1799                                    | Raymond Singla          |                |                                                  |
| 1799 - 1800                                    | Joseph Joffre-Joly      |                |                                                  |
| 1800 - 1801                                    | Jean Parès-Py           |                |                                                  |
| 1801 - 1810                                    | Baltazar Besombes       |                |                                                  |
| 1810 - 1817                                    | Joseph Besombes         |                |                                                  |
| 1817 - 1824                                    | Joseph Joffre-Joly      |                |                                                  |
| 1824 - 1826                                    | Barthélémy Gauze        |                |                                                  |
| 1826 - 15 de juliol del 1830                   | Charles Lamer           |                |                                                  |
| 15 de juliol del 1830 - 3 de setembre del 1830 | Jean-Baptiste Amouroux  |                |                                                  |
| 3 de setembre del 1830 - 1835                  | Balthazar Besombes      |                |                                                  |
| 1835 - 6 d'agost del 1837                      | Louis Ville             |                |                                                  |
| 6 d'agost del 1837 - 27 d'agost del 1837       | Antoine Bassal          |                |                                                  |
| 27 d'agost del 1837 - 1840                     | Sauveur Donat           |                |                                                  |
| 1840 - 1846                                    | Barthélémy Gauze        |                |                                                  |
| 1846 - 26 de febrer del 1848                   | Joseph Besombes-Delcros |                |                                                  |
| 26 de febrer del 1848 - 7 de juny del 1848     | Joseph Farines          |                |                                                  |
| 7 de juny del 1848 - 1851                      | Jean-Pierre Gely        |                |                                                  |
| 1851 - 1856                                    | Louis Amouroux          |                |                                                  |
| 1856 - 1866                                    | Claude Jollivet         |                |                                                  |
| 1866 - 1870                                    | Jules Parès             |                |                                                  |
| 1870 - 2 de febrer del 1871                    | Achille Farines         |                |                                                  |
| 2 de febrer del 1871 - 4 de maig del 1871      | Aimé Durant             |                |                                                  |
| 4 de maig del 1871 - 10 de maig del 1871       | Sauveur Forner          |                |                                                  |
| 10 de maig del 1871 - 31 de març del 1873      | Jean Escaro-Mercader    |                |                                                  |
| 31 de març del 1873 - 10 d'abril del 1873      | Sauveur Forner          |                |                                                  |
| 10 d'abril del 1873 - 16 de maig del 1873      | Joseph Albert           |                |                                                  |
| 16 de maig del 1873 - 1874                     | Joseph Daure Panabières |                |                                                  |
| 1874 - 1876                                    | François Castello       |                |                                                  |
| 1876 - 3 d'octubre del 1887                    | Charles Roche           |                |                                                  |
| 3 d'octubre del 1887 - 31 de desembre del 1877 | Paul de Rivals          |                |                                                  |
| 31 de desembre del 1877 - 1878                 | Joseph Forner           |                |                                                  |
| 1878 - 1882                                    | Achille Farines         |                |                                                  |
| 1882 - 1884                                    | Pierre Bernis           |                |                                                  |
| 1884 - 1888                                    | Jacques Blanquer        |                |                                                  |
| 1888 - 1892                                    | Henri Durand            |                |                                                  |
| 1892 - 1912                                    | Émile Parès             |                |                                                  |
| 1912 - 1919                                    | Ambroise Salvet         |                |                                                  |
| 1919 - 1924                                    | François Cabanes        | PSF > PC       |                                                  |
| 1912 - 1919                                    | Ambroise Salvet         |                |                                                  |
| 1919 - 1924                                    | François Cabanes        |                |                                                  |
| 1924 - 1927                                    | Joseph Biboulet         |                |                                                  |
| 1927 - 1929                                    | Jean Roujou             |                |                                                  |
| 1929 - 1943                                    | Gaudérique Bertrand     |                |                                                  |
| 1943 - 1944                                    | Jean Lacombe            |                |                                                  |
| 1944 - 1971                                    | Jean Jacquet            | PSF            | Conseller general. President del Consell General |
| 1971 - 1983                                    | Émile Parès             |                |                                                  |
| 1983 - Moment actual                           | André Bascou            | RPR > UMP      |                                                  |

### Legislatura 2014 - 2020

#### Batlle
- André Bascou.

#### Adjunts al batlle
- 1a: Clotilde Laffont, Encarregada d'Administració general, Gestió dels recursos humans comunals, Acció social, Petita infància i joventut
- 2n: Jean-Pierre Cot, Encarregat d'Urbanisme, Planificació i Afers Econòmics
- 3r: Michel Boy, Encarregat de Policia i Seguretat, Logística de riscos majors, Vida associativa, Afers esportius i Gestió de les sales municipals
- 4t: Joseph Strach, Encarregat d'Afers agrícoles i Entorn i Ruralitat
- 5a: Françoise Ortega, Encarregada d'Afers escolars i periescolars (relació amb els 4 establiments escolars), Joventut (Club de joves, Consell Municipal de Joves)
- 6a: Martine Delcamp, Encarregada de Comerç, Ajuda a l'ocupació, Cultura i Turisme, Gestió dels Espais i del Palau de festes i Comunicació
- 7è: Pierre-Jean Schreck, Encarregat de Patrimoni, Associacions relligades amb la memòria, Gestió dels cementiris i Entorn (Deixalleria, OM, agenda 21), Discapacitats i Accessibilitat
- 8a: Mylène Delprat, Encarregada de Patrimoni cultural, Associacions culturals, Animació, Fires i Mercats i Relació amb el Col·legi Joffre.

#### Consellers municipals
- Marie-José San Nicolas
- Monique Mallen
- José Serrano
- Maria Besoli
- Rose-Marie Vega
- Muriel Guerrero
- Michel Blanque
- Pierre Lopez
- Bernard Cuadras
- Jérôme Lloubes
- Denis Raspaut
- Marlène Auzolat
- Christine Houdart
- Lessia Bodnar
- Ludovic Sibiude
- Joël Diago
- Jean-Michel Andujar
- Hélène Rubi
- Patrick Cases
- Elsa Sanchez Castro.

### Adscripció cantonal

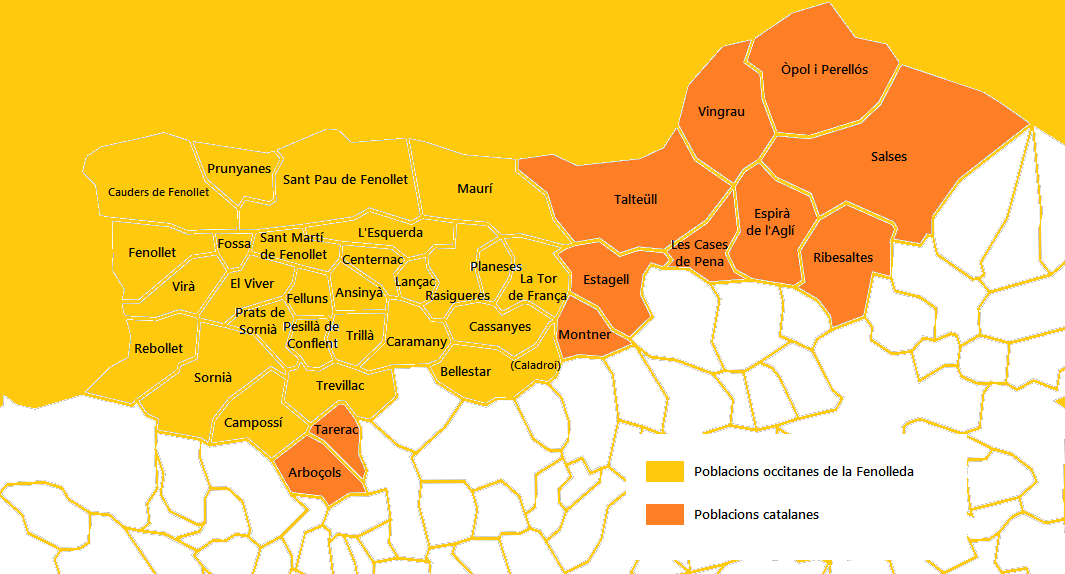
Mapa del Cantó de la Vall de l'Aglí

A les eleccions cantonals del 2015 la vila de Ribesaltes ha estat inclosa en el cantó número 15, denominat de la Vall de l'Aglí, amb capitalitat a Ribesaltes, juntament amb les viles catalanes d'Estagell i Salses i les occitanes de Sant Pau de Fenollet, Sornià i la Tor de França, a més dels pobles catalans d'Arboçols i Tarerac, de la comarca del Conflent, i Cases de Pena, Espirà de l'Aglí, Montner, Òpol i Perellós, Talteüll i Vingrau, de la del Rosselló i occitans d'Ansinyà, Bellestar, Campossí, Caramany, Cassanyes, Caudiers de Fenollet, Centernac, l'Esquerda, Felluns, Fenollet, Fossa, Lançac, Maurí, Pesillà de Conflent, Planeses, Prats de Sornià, Prunyanes, Rasigueres, Rebollet, Sant Martí de Fenollet, Trevillac, Trillà, Virà i el Viver. Els seus consellers departamentals són Lola Beuze (PCF - Front d'Esquerres), exconsellera municipal de Pià, i Charles Chivilo (PRG), batlle de Maurí, de la Unió de l'Esquerra.

## Ensenyament i cultura
Ribesaltes disposa d'una llar d'infants municipal, Els petits babaus, dues escoles maternals públiques, André Malraux i Marcel Pagnol, i dues d'elementals públiques, Josep Sebastià Pons i Jean Zay. Els estudis de secundària es poden desenvolupar al col·legi Joffre, on assisteixen alumnes de Baixàs, Calce, Espirà de l'Aglí, Òpol i Perellós, Paretstortes, Ribesaltes i Salses. També hi ha el Liceu Professional Agrícola de Ribesaltes, per al batxillerat d'aquesta mena.
També hi ha Mediateca, situada a l'antiga Casa de la Vila, Conservatori Municipal de Música i diversos espais per al desenvolupament de la vida cultural.
La casa on va néixer el mariscal Josep Joffre ha esdevingut un petit museu on s'explica la seva trajectòria i on es fa referència als seus vincles amb el Principat

### Ribesalters destacats
- Pere Ramon de Codalet, majordom de Jaume III de Mallorca
- Melcior Gelabert (1709-1757)
- Onofre Pi
- Josep Joffre i Plas (1852-1931), conegut mariscal de l'exèrcit francès
- Jean Joffre (1872-1944), actor de cinema i teatre
- Michel Parès (1887-1966), advocat establert a Orà i diputat
- Léopold Cazals (1892-1965), sindicalista dirigent de la CGTU el 1922-1923
- Robert Salvet (1913-1977), editor musical
- André Salvet (1918-2006), escriptor i periodista, un dels fundadors del MIDEM i germà de l'anterior
- Joan Morer (1922-2008), escriptor[22]
- Gérard Roucariès (1932), antic jugador de rugbi a 15 amb l'USAP i la selecció francesa
- Georges Gauby (1933), antic jugador de rugbi a 15 amb l'USAP i la selecció francesa
- Dorian Vidal, medalla de plata en mig tub femení de snowboard a Salt Lake City